# Kings de Cincinnati
Maillots
Les Kings de Cincinnati (en anglais : Cincinnati Kings) sont un club de football (soccer) basé à Cincinnati aux États-Unis (dans l'État de l'Ohio). Ils évoluait autrefois en Seconde division de la USL (3e niveau), puis maintenant en Premier Development League (4e niveau).

## Historique
- 2005 : création de l'équipe. Elle appartient à Yacoub Abdallahi, un entrepreneur originaire d'Afrique du Nord.